# Hogna duala
Hogna duala Roewer, 1959 è un ragno appartenente alla famiglia Lycosidae.

## Caratteristiche
I cheliceri hanno tre denti posteriormente e altrettanti nella parte terminale.
L'olotipo femminile rinvenuto ha lunghezza totale è di 15 mm; la lunghezza del cefalotorace è di 7,0 mm e quella dell'opistosoma è di 8,0 mm.

## Distribuzione
La specie è stata reperita nel Camerun meridionale: nei pressi di Duala, località della Regione del Litorale.

## Tassonomia
Al 2017 non sono note sottospecie e dal 1959 non sono stati esaminati nuovi esemplari.